# Actitis
Actitis es un género de aves Charadriiformes de la familia Scolopacidae, que incluye dos especies muy similares conocidas en conjunto como andarríos. Forman un linaje dentro del mismo clado que en el género Tringa, y están menos relacionados con Calidris.
Son pequeñas aves migratorias, gris pardo por encima y blanco debajo, con un distintivo movimiento de alas al salir del agua. Los plumajes son similares, aunque A. macularius tiene un plumaje especial de apareo.
Tienen patas amarillas cortas y un pico mediano. No son gregarios y raramente vuelan en grandes bandadas. 
Anidan en la tierra, y su hábitat es cerca de agua dulce. Forrajean en la tierra o en el agua, picoteando alimento por la vista. También cazan insectos al vuelo. Comen insectos, crustáceos y otros invertebrados.

## Especies
Se conocen dos especies de Actitis:
- Actitis hypoleucos - andarríos chico (Europa, Asia)
- Actitis macularius - andarríos maculado (Norteamérica)

Un pariente prehistórico, Actitis balcanica, ha sido descrito del Plioceno Tardío; fósil encontrado en Varshets, Bulgaria.
No presenta dimorfismo sexual en cuanto a la coloración del plumaje pero sí parece haber ligeras diferencias sexuales en cuanto al tamaño de las aves (Prater et al., 1975). En este sentido, este rasgo no parece ser muy fiable a la hora de separar sexos ya que también existen diferencias de tamaños entre los individuos del mismo sexo de poblaciones del norte del continente y las más sureñas (Cramp y Simmons, 1983). A pesar de ello, algunos autores obtienen una segregación de sexos por tamaños utilizando las longitudes alares (Balmori, 2003).
Muda
Fenómeno poco estudiado en general y prácticamente desconocido en España. La información disponible sobre este aspecto de la biología de la especie se encuentra recogida en Prater et al., (1977), Cramp y Simmons, (1983), Chandler (1989) y más recientemente en Piersma et al., (1996). Tras la época de cría, tanto adultos como juveniles sufren una muda completa, por lo que la dificultad de separar edades se acentúa con el avance de esta estación. De este modo, es extremadamente difícil separar las aves juveniles de las adultas a finales del invierno y prácticamente imposible diferenciar unas de otras al llegar la época de cría. Parece ser que, en primavera, sólo se pueden clasificar como juveniles de segundo año aquellas aves que hayan retenido algunas primarias más internas y secundarias. Las aves pueden seguir dos estrategias de muda diferentes, la primera consiste en comenzar la muda antes de migrar (agosto-septiembre), nada más acabar la época de cría, suspenderla (algunas primarias más internas) y terminarla una vez alcanzados los cuarteles de invernada (marzo). La otra estrategia, la más común, implicaría el desarrollo de todo el proceso en dichos cuarteles. Según Prater et al. (1975), la mayoría de los andarríos chicos que invernan en África oriental llegan con las primarias viejas sin mudar y las renuevan entre octubre y enero. Por otra parte, la muda pre-nupcial es parcial, tanto en adultos (febrero-mayo) como en aves de segundo año, aunque estas últimas comienzan el proceso bastante más tarde (marzo-abril) (Cramp y Simmons, 1983)